# 蒙特羅爾岩
62°58′S 56°21′W / 62.967°S 56.350°W
蒙特羅爾岩（Montrol Rock），是南極洲的岩石，位於葛拉漢地的迪維爾島，處於洪卡爾角以東，由讓-巴蒂斯特·夏古率領的法國探險隊發現，現時由南極條約體系管理。